# Salvia eremostachya
Salvia eremostachya là một loài thực vật có hoa trong họ Hoa môi. Loài này được Jeps. miêu tả khoa học đầu tiên năm 1925.